# Kościół Narodzenia św. Jana Chrzciciela w Kozłowicach
Kościół Narodzenia św. Jana Chrzciciela – rzymskokatolicki kościół parafialny, położony przy ulicy Kluczborskiej 3 w Kozłowicach (gmina Gorzów Śląski). Świątynia należy do parafii Narodzenia św. Jana Chrzciciela w Kozłowicach w dekanacie Gorzów Śląski, diecezji opolskiej. 13 marca 1954 roku pod numerem 81/54 świątynia została wpisana do rejestru zabytków województwa opolskiego. W 2006 roku kościół został laureatem konkursu generalnego konserwatora zabytków pn. "Zabytek Zadbany".

## Historia kościoła
Kościół w Kozłowicach został wybudowany w II połowie XVII wieku z fundacji szlachcica Adama von Frankenberga.
W 1744 roku właścicielami Kozłowic zostaje rodzina Paczyńskich herbu Topór. Wiąże się to ze zmianą wystroju wnętrza i ścian kościółka, w kartuszu nad wejściem umieszczona zostaje data 1762), natomiast w dekoracji malarskiej chóru muzycznego umieszczone zostają kolejne dwa kartusze herbowe: Topór (herb rodziny Paczyńskich) oraz Ciołek (herb rodziny von Aulock).
W 1848 roku odnowiony zostaje ołtarz główny. Obecny wygląd zewnętrzny kościoła związany jest z remontem przeprowadzonym w 1908 roku. Obcięto wówczas krańce belek budujących ściany oraz wzmocniono konstrukcję wieży. W 1942 roku odnowiony kościół został konsekrowany. W 1986 roku, pod patronatem wojewódzkiego konserwatora zabytków w Opolu, rozpoczęto prace konserwatorsko-remontowe w kościele (wymieniono gonty na dachu kościoła, wymieniono belki więźby dachowej i stropu, wymieniono filary, odnowiono cały strop, założono drewnianą podłogę i nowe ławki, zamontowano nową instalację odgromową, odnowiono dekorację malarską sklepienia i ścian bocznych kościoła).

## Architektura i wnętrze kościoła

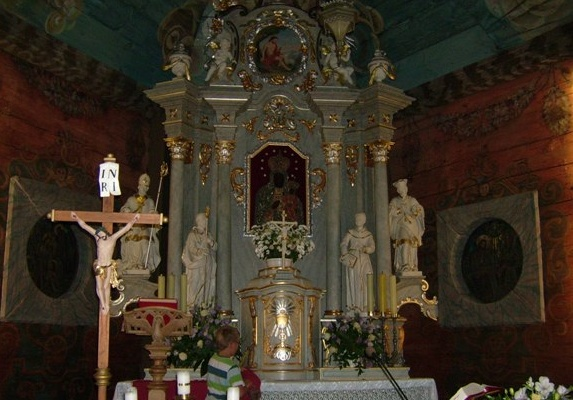
Ołtarz

Kościółek jest orientowany, o konstrukcji zrębowej z kwadratową nawą, prezbiterium jest zamknięte trójbocznie. Przy prezbiterium znajduje się zakrystia z lożą kolatorską na piętrze, do której prowadzą zewnętrzne schody. Wieża jest konstrukcji słupowej, oszalowana, nakryta ośmiobocznym dachem namiotowym. Na zewnątrz ściany kościoła oraz dachy siodłowe pokryte są gontem. Wnętrze świątyni nakrywa sklepienie kolebkowe. Chór muzyczny wspierają dwa drewniane słupy z ozdobnymi głowicami. Na parapecie chóru muzycznego umieszczono kartusze z herbami Topór i Ciołek. Przy zbiegu nawy i prezbiterium znajduje się belka tęczowa, bogato zdobiona polichromią.
Kościół zdobią polichromie: 
- na ścianach nawy i prezbiterium z II połowy XVIII wieku (min. znajdują się tu postacie św. Anny i św. Wacława),
- na stropie polichromie z początków XIX wieku.

Postać św. Jana Nepomucena występuje aż 4-krotnie. Ołtarz główny i ambona są późnobarokowe i pochodzą z XVIII wieku. Na ambonie umieszczono rzeźbę Jezusa Chrystusa.
W ołtarzu umieszczony jest obraz Matki Boskiej Częstochowskiej.